# Tiburzio Donadon
Tiburzio Donadon (Motta di Livenza, 7 luglio 1881 – Pordenone, 31 marzo 1961) è stato un pittore e restauratore italiano.

## Biografia
Formatosi a Venezia, si specializzò come pittore e restauratore. Nel 1915 avviò una sua bottega a Pordenone e fu quindi attivo, soprattutto nel territorio friulano, nella decorazione di palazzi privati ed edifici religiosi. I suoi lavori, ispirati al liberty e alle correnti artistiche del Novecento, sono caratterizzate dalla frequenti presenza di angeli, letti sia in chiave religiosa che profana.
La sua bottega consentì la formazione di numerosi restauratori. Morì a Prodenone nel 1961.

## Opere
Realizzò numerosi cicli pittorici, tra i quali quelli dei santuari di Barbana (Grado) e della Beata Vergine delle Grazie a Pordenone. Lavorò inoltre alla decorazione del Castello di Miramare, a Trieste.